# محمد فوزي فيض الله
الفقيه المُثبَّت العلَّامة مُحمَّد فوزي فيض الله الحلبي الأزهري الحنفي (1925 - 25 سبتمبر 2017) عالم مسلم وفقيه حنفي حلبي.

## بدايته
وُلد في حلب القديمة بحي البياضة الذي يعد من الأحياء العريقة في المدينة المذكورة، وذلك سنة 1337هـ الموافقة لسنة 1925م. تلقَّى العلوم الشرعيَّة في المدرسة الخسرويَّة ثُمَّ سافر إلى الأزهر حيث حصل على الشهادة الجامعية سنة 1947م، ثم إجازة العالمية في القضاء الشرعي سنة 1949م، ثم إجازة تخصص التدريس سنة 1951م، ثم نال شهادة الماجستير في الفقه والأصول سنة 1960م، ثم الدكتوراة في الفقه والأصول سنة 1963م.

## حياته المهنية
عمل فيض الله مُدرّسًا في كُليَّة الشريعة بِجامعة دمشق لمدة عشرة أعوام، وفي سنة 1970م صدر قرار رئاسي بطرده من التعليم الجامعي بسبب أفكاره ومواقفه، وتمَّ تحويله إلى وزارة الصحة كما خُفِّض راتبه. انتقل بعدها إلى السعودية حيث درّس في جامعة الإمام محمد بن سعود الإسلامية، بالإضافة إلى جامعة الإمام الأوزاعي في بيروت، ثم انتقل للتدريس في كلية الشرعية بجامعة الكويت، وعُيّن عُضوًا في هيئة الفتوى في الكويت. وتتلمذ على يديه عدد كبير من العلماء في سوريا وخارجها.
انتقل في سنواته الأخيرة للعيش في تركيا، وبقي فيها إلى أن توفي في مدينة إسپرطة يوم 5 مُحرَّم 1439 هـ المُوافق فيه 25 أيلول (سپتمبر) 2017م، عن عُمرٍ يُناهز 92 سنة.

## مؤلفاته
ترك مُحمَّد فوزي فيض الله عدَّة كتب ومؤلفات مُعظمها في مجال الفقه الذي تخصص به، ومن أبرز مؤلفاته:
- الاجتهاد في الشريعة الإسلامية.
- نظرية الضمان في الفقه الإسلامي العام: الكويت، مكتبة التراث الإسلامي، 1983.
- الزواج وموجباته في الشريعة والقانون.
- الطلاق ومذاهبه في الشريعة والقانون
- الإلمام بأصول الأحكام.